# Alona barbulata
Alona barbulata är en kräftdjursart som beskrevs av Megard 1967. Alona barbulata ingår i släktet Alona och familjen Chydoridae. Inga underarter finns listade i Catalogue of Life.